# Pomare IV
Aimata Pomare IV Vahine-o-Punuateraitua, altrimenti nota come Aimata o semplicemente come Pomare IV (Pare, 28 febbraio 1813 – Papeete, 17 settembre 1877), è stata regina di Tahiti dal 1827 al 1877.

## Biografia

### I primi anni di regno
Primogenita del re Pomare II e della principessa Tere-moe-moe Tamatoa (figlia del sovrano di Raiatea Tamatoa III), Pomare IV nacque a Pare il 28 febbraio 1813 e le fu imposto inizialmente il nome tradizionale di Aimata.

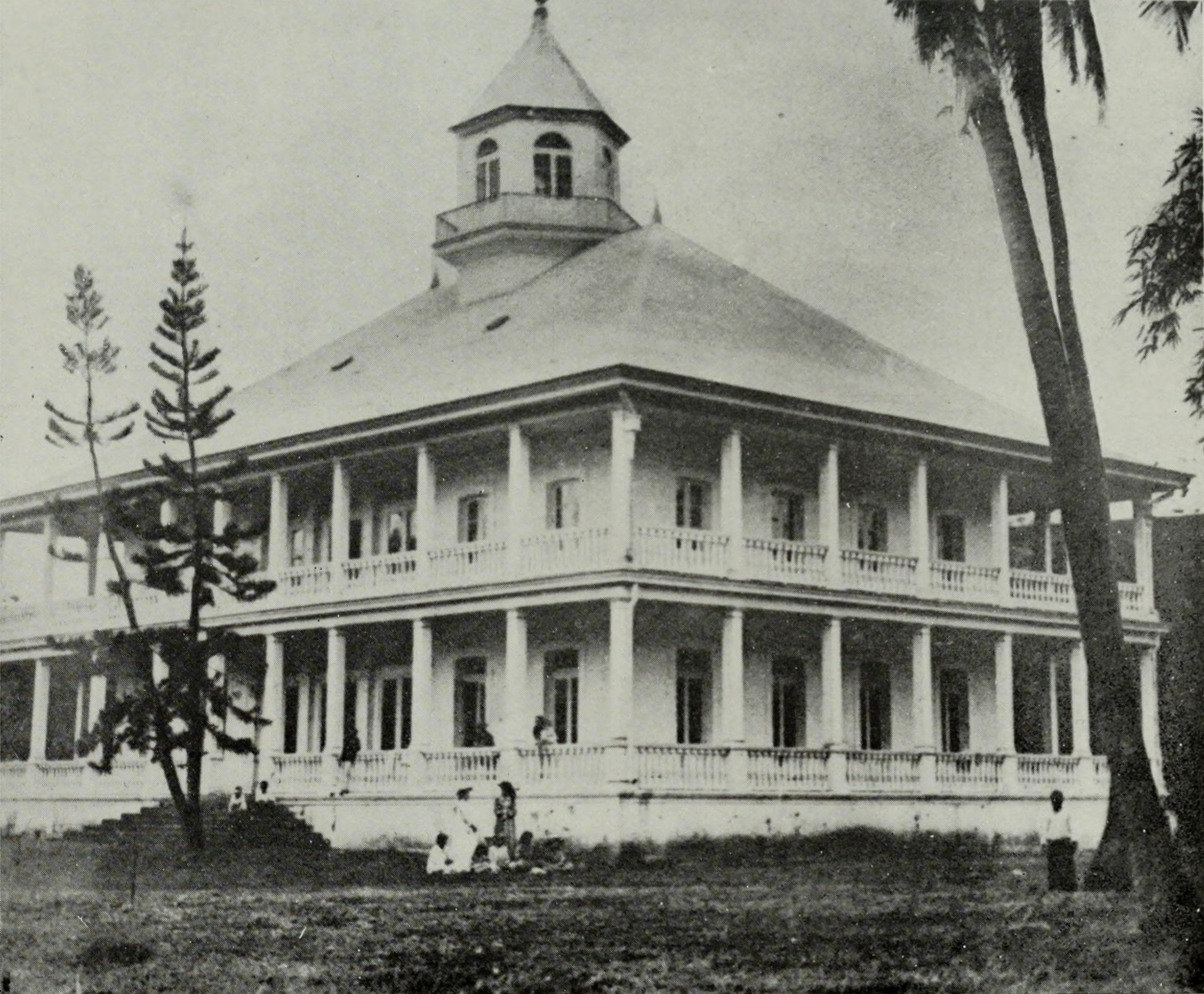
Il palazzo reale a Papeete, fatto costruire dalla regina Pomare IV

### Il regno e l'iniziale influenza britannica

Bandiera della Regina Pomare IV

Salì al trono di Tahiti all'età di 14 anni quando, nel gennaio 1827, morì il giovanissimo fratello Pomare III. Trasferì la corte e la capitale del regno a Papeete nel 1820.
Uno dei suoi primi intenti come regina fu quello di riuscire ad unificare de facto gli altri reami dell'arcipelago ponendo sui troni di Bora Bora e Raiatea due suoi figli.
Contraria alla religione protestante, accettata da suo padre Pomare II, la sovrana favorì il culto della setta locale Mamaia: i missionari inglesi, però, d'accordo con i capi tahitiani, la obbligarono a rivedere le sue decisioni, influenzata soprattutto dal suo consigliere personale, il pastore George Pritchard. Nel 1838 Pomare IV non diede il permesso di entrare nel regno a Caret e Laval, religiosi cattolici francesi. La decisione si rivelò poi un fatale errore perché rappresentò per la Francia l'occasione di interferire negli affari di Tahiti.

### Il protettorato francese

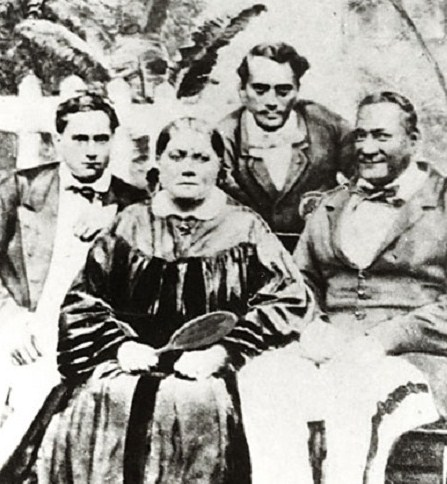
La regina con il marito e due figli

I missionari cattolici chiesero, pertanto, l'intervento dell'ammiraglio Abel Aubert du Petit-Thouars. Questi riuscì subito a imporre il controllo francese sulle isole Marchesi e, consigliato in questa azione dal console Jacques-Antoine Moerenhout, buon conoscitore della situazione locale, si impegnò per stabilire un protettorato della Francia anche sull'arcipelago di Tahiti. Un primo trattato fu sottoscritto già nel 1842, ma la regina oppose una certa resistenza. Due anni dopo Pomare domandò asilo a una nave britannica, la HMS Basilisk per poi rifugiarsi sull'isola di Raiatea da dove rifiutò decisamente tutti i tentativi francesi di giungere ad un accordo. Sull'isola intanto scoppiò una guerra civile tra quanti erano favorevoli e quanti erano contrari al protettorato francese e, mentre i francesi si impegnarono sul campo, la sovrana lasciò che le sorti decidessero del destino dell'isola.
La vittoria dell'ammiraglio Armand Joseph Bruat permise alla sovrana di rientrare a Papeete il 9 febbraio 1847, con la condizione che avrebbe acconsentito al protettorato.
Le conseguenze del trattato portarono a una diminuzione dei poteri e delle prerogative reali che dovevano essere approvati dal Commissario francese: apertura dell'assemblea legislativa, nomina dei capi di distretto e dei giudici, emanazione delle leggi. Le forze armate e di polizia locale dipendevano ormai dal rappresentante di Parigi.

### Gli ultimi anni di regno
Pomare IV regnò, dunque, sotto stretto controllo francese fino alla sua morte, il 17 settembre 1877, all'età di 64 anni. Aveva governato le isole per 50 anni. Il decesso della sovrana fu causato da disturbi cardiaci e avvenne nel palazzo reale di Papeete che lei aveva fatto costruire. 
Fu tumulata a Papa'oa 'Arue nel cimitero reale dei Pomare accanto ai suoi antenati.
Le succedette il figlio Pomare V che fu l'ultimo re di Tahiti per tre anni (1877-1880), allorché le isole diventeranno in modo definitivo una colonia francese. L'arcipelago perse, dunque, l'indipendenza ed ancora oggi appartiene alla Francia.
La regina di Tahiti nel 1877, anno della sua scomparsa, era, con Vittoria di Gran Bretagna, Amelia di Wallis, Djoumbé Fatima di Mohéli, la begum Shah Jahan di Bhopal e Ranavalona II del Madagascar, una delle sei donne regnanti nel mondo.

## Matrimonio e figli

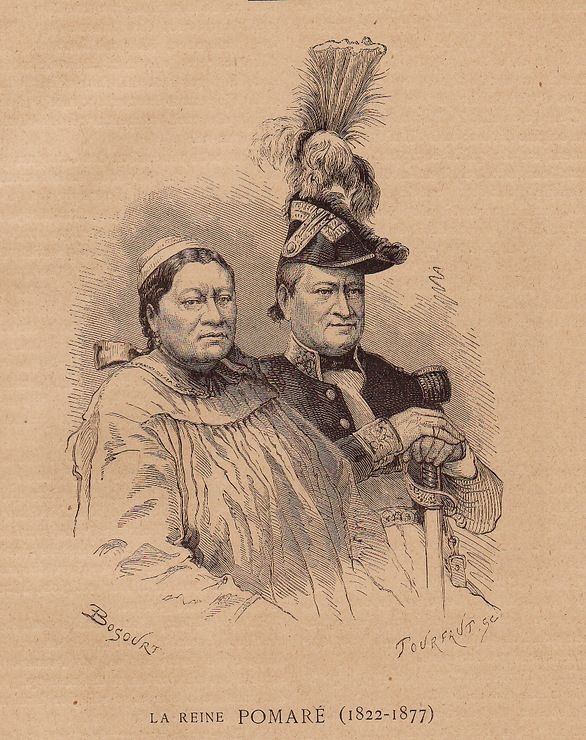
La regina Pomare IV con il principe consorte Ari'ifa'aite

Nel 1822, decenne, aveva sposato Tapoa II (futuro re di Bora Bora), da cui divorziò una volta diventata regina per unirsi al cugino di primo grado Ari'ifa'aite (1820-1873), capo di Huahine, nominato da lei principe consorte.
 Ebbe nove figli dal secondo marito (due nati morti):
- Ari'iaue Pomare (1838-55): morto giovane.
- Henry Pomare (1835-?): morto infante.
- Teratane Pomare (1839-91): futuro re Pomare V.
- Teri'imaevarua Pomare (1841-73): Teri'imaevarua II, regina di Bora Bora.
- Victoria Pomare: morta infante.
- Tamatoa Pomare (1842-81): Tamatoa V, re di Raiatea.
- Punuari'i Teri'itapunui Pomare (1846-88), capo di Mahina.
- Teri'itua Tuavira Pomare (1847-75), capo di Hitia'a.
- Tevahitua Pomare (1850-?): morto infante

## Albero genealogico
|                               |                  |                                     | Genitori                            |  |  | Nonni |  |  | Bisnonni            |  |  | Trisnonni    |  |
|                               |                  |                                     |                                     |  |  |       |  |  | Teu Tunuieaite Atua |  |  | Tu-moe-hania |  |
|                               |                  |                                     |                                     |  |  |       |  |  | Teu Tunuieaite Atua |  |  | Tu-moe-hania |  |
|                               |                  | Tetua-huria                         |                                     |  |  |       |  |  | Teu Tunuieaite Atua |  |  |              |  |
| Pomare I di Tahiti            |                  |                                     |                                     |  |  |       |  |  | Teu Tunuieaite Atua |  |  |              |  |
|                               |                  | Tetupaia-i-Hauiri                   | Tamatoa III di Raiatea *            |  |  |       |  |  |                     |  |  |              |  |
|                               |                  | Tetupaia-i-Hauiri                   | Tamatoa III di Raiatea *            |  |  |       |  |  |                     |  |  |              |  |
|                               |                  | Tetupaia-i-Hauiri                   | Mai-he'a                            |  |  |       |  |  |                     |  |  |              |  |
| Pomare II di Tahiti           |                  | Tetupaia-i-Hauiri                   |                                     |  |  |       |  |  |                     |  |  |              |  |
|                               |                  | Teihotu-i-Ahura'i                   | Teri'i-Vaetua-i-Ahura'i             |  |  |       |  |  |                     |  |  |              |  |
|                               |                  | Teihotu-i-Ahura'i                   | Teri'i-Vaetua-i-Ahura'i             |  |  |       |  |  |                     |  |  |              |  |
|                               |                  | Teihotu-i-Ahura'i                   | Airoro-ana'a-i-Farepu'a             |  |  |       |  |  |                     |  |  |              |  |
| Tetua-nui-reia-i-te-raʻi-atea |                  | Teihotu-i-Ahura'i                   |                                     |  |  |       |  |  |                     |  |  |              |  |
|                               |                  | Vave'a Tetua-nui-rei-a-ite Ra'iatea | Punua Teraitua-i-Nu'urua            |  |  |       |  |  |                     |  |  |              |  |
|                               |                  | Vave'a Tetua-nui-rei-a-ite Ra'iatea | Punua Teraitua-i-Nu'urua            |  |  |       |  |  |                     |  |  |              |  |
|                               |                  | Vave'a Tetua-nui-rei-a-ite Ra'iatea | Fetefete-te-ui                      |  |  |       |  |  |                     |  |  |              |  |
| Pomare IV                     |                  | Vave'a Tetua-nui-rei-a-ite Ra'iatea |                                     |  |  |       |  |  |                     |  |  |              |  |
|                               | Vetea-raʻi Uʻuru | Tamatoa III di Raiatea *            |                                     |  |  |       |  |  |                     |  |  |              |  |
|                               | Vetea-raʻi Uʻuru | Tamatoa III di Raiatea *            |                                     |  |  |       |  |  |                     |  |  |              |  |
|                               | Vetea-raʻi Uʻuru | Hapaitaha'a                         |                                     |  |  |       |  |  |                     |  |  |              |  |
| Tamatoa IV di Raiatea         | Vetea-raʻi Uʻuru |                                     |                                     |  |  |       |  |  |                     |  |  |              |  |
|                               |                  | Opai-pai Te-roro                    | Uruatu                              |  |  |       |  |  |                     |  |  |              |  |
|                               |                  | Opai-pai Te-roro                    | Uruatu                              |  |  |       |  |  |                     |  |  |              |  |
|                               |                  | Opai-pai Te-roro                    | Teri'i Iti                          |  |  |       |  |  |                     |  |  |              |  |
| Teri'to'-o-terai Tere-moe-moe |                  | Opai-pai Te-roro                    |                                     |  |  |       |  |  |                     |  |  |              |  |
|                               |                  | Mato Teri'i Tepoara'i               | Mau'a                               |  |  |       |  |  |                     |  |  |              |  |
|                               |                  | Mato Teri'i Tepoara'i               | Mau'a                               |  |  |       |  |  |                     |  |  |              |  |
|                               |                  | Mato Teri'i Tepoara'i               | Te-atua-nui-marama                  |  |  |       |  |  |                     |  |  |              |  |
| Tu-ra'i-ariʻi E-he-vahine     |                  | Mato Teri'i Tepoara'i               |                                     |  |  |       |  |  |                     |  |  |              |  |
|                               |                  | Te-ha'apapa I                       | Teri'i-taria Te-ha'apapa            |  |  |       |  |  |                     |  |  |              |  |
|                               |                  | Te-ha'apapa I                       | Teri'i-taria Te-ha'apapa            |  |  |       |  |  |                     |  |  |              |  |
|                               |                  | Te-ha'apapa I                       | Teri'i-ohua-e-te-anuanua-i-te-tuahu |  |  |       |  |  |                     |  |  |              |  |
|                               |                  | Te-ha'apapa I                       |                                     |  |  |       |  |  |                     |  |  |              |  |